# 優月うめ
優月 うめ。（ゆづき うめ、12月4日 - ）は、日本の漫画家。千葉県出身。血液型はO型。いて座。集英社の漫画雑誌『りぼん』を中心に執筆活動を展開。『りぼん』編集部による公式の愛称は「うめちゃん」。

## 作品リスト
全てりぼんマスコットコミックス（集英社）より刊行。
- センチメンタルレター（全1巻）
  - 併録作品 「カレカノコンテニュー」(2016『りぼん冬の大増刊号』)
- 愛ともぐもぐ（全3巻）
  - 併録作品 「あとがき(描き下ろし)」、「愛ともぐもぐ(読み切り版)」
- 『愛しのキテレツ』既刊1巻（『りぼん』2025年3月号[2] - ）
  1. 2025年6月25日発売[3][4]、ISBN 978-4-08-867806-1

### 単行本未収録作品
- 「となりに芝犬」（2013夏の大増刊号
『りぼん増刊 バニラ』）※デビュー作
- 「あまのじゃく戦記」（2014『りぼん増刊バニラ』）
- 「かっこつけビギナー」（『りぼんスペシャル』2014年春の大増刊号）
- 「Dearあっとほーむ」（『りぼんスペシャル』2014年冬の大増刊号）
- 「カレカノコンティニュー」（『りぼんスペシャル』2015年冬の大増刊号）
- 「ステップバイステップ」
- 「南くんのとなりのコ」
- 「青い春はななめ前」（2016『りぼん4月号』）
- 「初恋サイン」（2017『りぼん増刊バニラ』）
- 「アイちゃんの恋ワズライ」（2019『りぼん増刊バニラ）
- 「マンガみたいな僕らの」（2019『りぼん12月号』）
- 「足立くんと恋ウサギ」（2020『りぼん冬の大増刊号』）
- 「赤く甘く実らせて」（2021『りぼん増刊ミント』）
- 「ゼロの終活」（2022『りぼんスペシャル』春の大増刊号）
- 「恋せよオカン！」（『りぼんスペシャル』2022年冬の大増刊号）
- 「デイドリームボーイ」（『りぼん増刊ふわふわ』2023年夏の大増刊号、『りぼん増刊もちもち』2023年夏の大増刊号) - 前後編
- 「ウソつきは初恋中。」（2024『りぼん増刊ゆめくま』）

### イラスト担当作品
集英社みらい文庫（集英社）より刊行。
- ふたごの恋の事情（著：一ノ瀬三葉）
  1. そっくり姉妹が似てない兄弟に恋してる!? ISBN 978-4-08-321705-0
  2. あこがれの花火大会でダブルデート!? ISBN 978-4-08-321741-8
  3. 夏休みのキセキ! 旅行先は矢島兄弟といっしょ!? ISBN 978-4-08-321763-0
  4. アドリブでココロ近づく文化祭!? ISBN 978-4-08-321800-2

野いちご文庫（スターツ出版）より刊行。
- 新装版 キミじゃなきゃダメなんだ（著：相沢ちせ）ISBN 978-4-81-371209-1

野いちごジュニア文庫（スターツ出版）より刊行。
- 溺愛×ミッション!（著：青山そらら）
  1. エリート学園の超モテスパイ男子たちに溺愛されちゃってます! ISBN 978-4-81-378077-9
  2. 転校生からの甘い誘惑⁉　セレブだらけのパーティーは波乱の連続! ISBN 978-4-81-378091-5
  3. 超モテイケメングループとの花火大会でまさかの告白!? ISBN 978-4-81-378111-0
  4. クール男子・ソウが記憶喪失!?　愛の力で奇跡が起こる! ISBN 978-4-81-378131-8

## 人物
- 趣味は読書と映画鑑賞と夜ふかし。作品ジャンルは少女漫画。好きな食べものはシリアル[5]。
- アミューズメントメディア総合学院『マンガイラスト学科』卒業生[6]。